# Pteromalus sestius
Pteromalus sestius är en stekelart som beskrevs av Walker 1843. Pteromalus sestius ingår i släktet Pteromalus och familjen puppglanssteklar. Inga underarter finns listade i Catalogue of Life.